# Wu Cheng'en
Wu Cheng'en (xinès tradicional 吳承恩, xinès simplificat 吴承恩, pinyin Wú Chéngēn) (1500-1582), conegut com a Ruzhong (汝忠), fou un novel·lista i poeta xinès de la dinastia Ming. Nasqué a Huainan, Jiangsu, i estudià a l'antiga Universitat de Nanjing durant més de deu anys.
La seva novel·la més famosa és Viatge a l'oest, on un monjo troba les Muntanyes flamejants. La novel·la ha estat llegida per moltes generacions de xinesos, i és una de les més populars dins dels clàssics folclòrics xinesos. La traducció més famosa a l'anglès d'aquesta novel·la està feta per Arthur Waley, i duu per títol Monkey.